# Franziska Wulf
Franziska Wulf (nacida en 1984 en Schwedt) es una actriz alemana de cine, teatro y televisión.

## Carrera
De julio de 2006 a julio de 2009 asistió a la Escuela Superior de Música y Teatro Felix Mendelssohn Bartholdy en Leipzig. Actualmente reside en la ciudad de Berlín. Desde que completó su educación en arte dramático, se desempeña regularmente como actriz de teatro en varias casas suizas y alemanas. Además, Wulf actuó como actriz en varias producciones de cine y televisión alemanas desde 2007. Su papel más reconocido ocurrió en la película de comedia satírica Ha vuelto como la secretaria de Adolfo Hitler, Franziska Krömeier.

## Filmografía

### Cine
- 2009: 12 Meter ohne Kopf
- 2010: Groupies bleiben nicht zum Frühstück
- 2011: Das System
- 2014: Geschützter Raum
- 2015: Er ist wieder da
- 2016: Die Geschwister
- 2017: Nur Gott kann mich richten

### Televisión
- 2007: Damals nach dem Krieg
- 2010: Der Kriminalist
- 2013: Colonia Brigada Criminal
- 2014: Küstenwache
- 2015: Blindgänger
- 2015: Notruf Hafenkante
- 2015: Inga Lindström
- 2014: SOKO Leipzig
- 2015: VergesstMichNicht
- 2015: Der Usedom-Krimi
- 2016: Der Usedom-Krimi
- 2017: Inga Lindström